# Transkripcija (biologija)
Transkripcija ili prepisivanje je proces stvaranja ekvivalentne kopije molekule RNK koristeći sekvenciju molekule DNK. Proces prepisivanja odvija se u jezgri. DNK i RNK su nukleinske kiseline koje koriste parove baza kao komplementarni jezik koji može biti preveden s DNK u RNK u prisustvu odgovarajućih enzima. Za vrijeme transkripcije, sekvencija DNK je prevedena pomoću enzima RNK polimeraze, koja proizvodi komplementarni, antiparalelni RNK lanac. Za razliku od replikacije DNK, transkripcija u RNK lanac uključuje bazu uracil (U) na mjestima gdje bi se, u DNK lancu, pojavio timin (T).
Transkripcija je prvi korak koji vodi prema ekspresiji gena. Odsječak DNK preveden u molekulu RNK kodira barem jedan gen. Ako transkribirani (prevedeni) gen kodira protein, rezultat transkripcije je molekula (mRNK). Molekula (mRNK) će zatim stvoriti protein kroz proces translacije. Alternativno,transkribirani gen može također kodirati ribosomsku RNK (rRNK), transportnu RNK (tRNK) ili ribozime (RNK ribosomi).
Transkripcijska DNK jedinica koja kodira proteine ne sadržava samo sekvenciju koja će biti direktno prevedena u protein (kodirajuća sekvencija) nego i regulatorne sekvencije koje upravljaju i reguliraju sintezu proteina.
Za razliku od transkripcije, translacija se zbiva u citoplazmi, a ova se vremenska i prostorna odvojenost procesa odvija zbog ograničenosti staničnih struktura vlastitim membranama.
Američki biokemičar Roger Kornberg dobio je 2006. Nobelovu nagradu za kemiju za studije procesa transkripcije, kojim se u svih eukariotskih stanica genska uputa prenosi s molekule DNK u molekulu RNK.